# 白川正芳
白川 正芳（しらかわ まさよし、1937年1月2日 -2023年7月18日）は、日本の文芸評論家。

## 人物
福岡県大川市生まれ。慶應義塾大学中退。慶應義塾大学・特選塾員。國學院大學非常勤講師、東京経済大学非常勤講師。埴谷雄高を中心に文芸評論を書き、第22回日本文芸大賞受賞。また文壇屈指の碁打ちとしても知られる。34期、36期、38期、39期文壇本因坊。

## 著書
- 『埴谷雄高論 評論集』書肆深夜叢書 1967、冬樹社 1972
- 『吉本隆明論』永井出版企画 1972
- 『現代文学の思想』冬樹社 1974
- 『不可視の文学』潮出版社 1974
- 『稲垣足穂』冬樹社 1976
- 『立原正秋』龍門出版社 1981
- 『黙示の時代 埴谷雄高と現代の文学』河出書房新社 1983
- 『超時間文学論 鴎外から大江まで27人の作家たち』洋泉社 1985
- 『碁は断にあり 碁と人生』三一書房 1985
- 『碁に勝てなければ他のことにも勝てない』三一書房 1987
- 『星のきらめく夜は私の星座 現代文学の行方 評論集』三一書房 1988
- 『囲碁の実戦的研究』三一書房 1990
- 『ドストエフスキイへの旅』武蔵野書房 1991
- 『埴谷雄高論全集成』武蔵野書房 1996
- 『始まりにして終わり 埴谷雄高との対話』文藝春秋 1997
- 『囲碁の源流を訪ねて』日本棋院 1999
- 『埴谷雄高の肖像』慶應義塾大学出版会 2004
- 『埴谷雄高との対話』慶應義塾大学出版会 2006

### 編著
- 『現代作家論』（編）第三文明社〈レグルス文庫〉 1972
- 『三島由紀夫 批評と研究』（編）芳賀書店 1974
- 『昭和文学を語る』（編）第三文明社 1978
- 『「死霊」論　頭蓋のシムフォニイ　思索的想像力＝あっは・ぷふい』（編）洋泉社 1985
- 『立原正秋 追悼』（編）創林社 1985
- 『埴谷雄高独白「死霊」の世界』NHK編 責任編集 日本放送出版協会 1997

ETV特集での放送番組を書籍化